# Рик Санчес
Ри́чард Дэ́ниел «Рик» Са́нчес (англ. Richard Daniel «Rick» Sanchez) — один из двух главных героев американского мультсериала «Рик и Морти», созданного Джастином Ройландом и Дэном Хармоном. Рик — гениальный учёный, алкоголик, реалист, атеист и мизантроп; для него характерны цинизм и пренебрежение общепринятыми нормами поведения, а также он боится пиратов. Рик приходится дедушкой Морти Смиту, второму главному герою мультсериала. В мультсериале и медиафраншизе в целом появляются и другие версии Рика из параллельных миров; конкретный герой, приключениям которого посвящено повествование, обозначается в мультсериале как «Рик из вселенной C-137». В серии комиксов действует другой Рик, относящийся к измерению C-132, а в игре Pocket Mortys — к измерению C-123. Прообразом Рика Санчеса является Эмметт Браун, герой кинотрилогии «Назад в будущее»; образ Рика — как и «Дока» Брауна — обыгрывает бытующий в массовой культуре архетип безумного учёного.

## Идея и создание
Идея создания Рика принадлежит Джастину Ройланду. В октябре 2006 года он создал мультфильм «The Real Animated Adventures of Doc and Mharti» — пародию на серию фильмов «Назад в будущее»; «Док» и «Мхарти» в этом мультифильме — прообразы будущих Рика и Морти — были пародиями на Эммета Брауна и Марти Макфлая соответственно.

«В то время (в октябре 2006 года) мне нечего было терять, и мое первоначальное намерение состояло в том, чтобы назвать это „Назад в будущее: новый официальный мультфильм студии Universal с участием нового Дока Брауна и Марти Макфлая“, а затем я бы просто сел и стал ждать письма от их адвокатов о желании приехать. Вот почему это так грязно. Я просто искал способ „затроллить“ большую студию».
— Джастин Ройланд
Основа внешнего вида Рика: лабораторный белый халат нараспашку, коричневые брюки на ремне, голубоватые волосы торчком, даже отрыжка — сложилась уже в этом пародийном эпизоде.

## История и характер персонажа
Рик — отец Бет Санчес, тесть Джерри Смита и дедушка Саммер и Морти Смитов. Известно, что он долгое время отсутствовал в семье. Основное действие сериала начинается вскоре после его возвращения к Бет.
Рик — скептик, циник, пессимист, он безрассуден, мастерски владеет сарказмом и презирает людей, потому что считает всех их тупыми. Коронная фраза — «Wubba Lubba Dub Dub», что в переводе с родного языка Птичьей личности означает: «Я испытываю сильную боль, помогите мне». Рик — атеист, хотя в некоторых сериях он даже молится Богу, однако, каждый раз после чудесного спасения ссылается на удачу и вновь отвергает его существование. Рик является гениальным изобретателем, который создал парк аттракционов внутри человеческого тела, устройство для контроля над чужими снами, шлем, повышающий мозговую активность (и это только за три первых серии первого сезона) и др. Он также путешествует по разным измерениям вместе с Морти. Но и обладает своими слабостями, к примеру боязнь пиратов. Среди инопланетян у Рика есть как друзья, так и враги. Судя по тому, что Рик спросил у Морти, подходит ли Minecraft для людей с аутизмом, можно предположить, что он сам является нейроотличным человеком — Рик признался, что ему понравилась эта игра.
Изначально создатели мультфильма не хотели раскрывать прошлое Рика, чтобы не привносить в сериал морализаторства и сохранить загадочность персонажа. Тем не менее, информация о жизни Рика вне хронологических рамок мультфильма раскрывается в некоторых сериях. Так, часть его воспоминаний показана в десятом эпизоде первого сезона «Близкие риконтакты риковой степени», его криминальное прошлое явно обозначено в десятой, заключительной серии второго сезона «Свадебные Сквончеры», а его жена, мать Бет, показана в первом («Рикбег из Рикшенка») и седьмом («Риклантидическая путаница») эпизодах третьего сезона.

## Теории
Недостаток информации о Рике со стороны авторов мультсериала является катализатором для выдвижения множества теорий относительно сериала в целом и персонажа в частности. Одна из них — теория о гениальности Рика, которая выстраивается на основе пилотной серии. Согласно ей, Рик обязан своему интеллекту мега-семенам, растущим на мега-деревьях в измерении 35C. Из-за проблем при перевозке мега-семян внутри внука Рика, Морти, они наделяют интеллектом последнего. Критика теории базируется на вопросе о том, как в случае такой природы гениальности Рика он создал портальную пушку и нашёл мега-семена в другом измерении.
После окончания второго сезона появилась теория о том, за какие преступления Рик попал в тюрьму и почему он назван космическим террористом. Согласно наиболее популярной версии, Рик является уничтожителем миров. Объясняется это тем, что, используя портальную пушку, Рик перемещается между измерениями, что сказывается на ходе истории. При этом считается, что покинутые миры стали непригодны для жизни по вине Рика. В качестве примера приводится эпизод «Напиток Рика №9», по сюжету которого планету в измерении 34-C постигла эпидемия Кроненберг-монстров, после чего Рик с внуком переместились в измерение, где другие Рик и Морти погибли, но их тела ещё не были обнаружены. Прибывшие Рик и Морти, закопав тела на заднем дворе дома, заменили погибших собой. При этом Рик из измерения C-137 вёл себя спокойно, из чего сторонники данной теории делают вывод о том, что для Рика подобные события (разрушение мира и похороны себя из другого измерения) являются привычными. В качестве дополнительного доказательства приводится эпизод из серии «Успеть до Морти-ночи», где при сдаче Джерри в специальный «детский сад» для Джерри всех измерений в графе «Измерение» в необходимой анкете о себе Рик пишет «С-137», а о Джерри — «неизвестно», что, по мнению авторов теории, подтверждает многократную смену измерений Риком.
В третьей серии третьего сезона Рик превращает себя в огурец. После выхода эпизода появилось несколько теорий о том, с какой целью это было сделано и как это характеризует героя, однако один из создателей «Рика и Морти» Ден Хармон утверждает, что в это превращение не закладывался какой-либо смысл и что это было сделано ради забавы.

## Степень влиятельности

### Сычуаньский соус
Обозначенное в первой серии третьего сезона желание Рика получить сычуаньский соус из «Макдональдса», временно использовавшийся в 1998 году в рамках рекламной кампании мультфильма «Мулан», привело к тому, что сеть ресторанов быстрого питания пообещала вернуть соус в своё меню.
Эпизод вышел 1 апреля 2017 года. Поклонники сериала в этот же день начали активную кампанию, требуя вернуть соус. На сайте Change.org появилась петиция, которая за месяц набрала 35 тысяч подписей. Сеть быстрого питания отмалчивалась, пока люди пытались создать соус своими руками. Случайно найденная оригинальная упаковка 1998 года была продана на eBay за 14 700 долларов.
В конце июля «Макдоналдс» прислал Джастину Ройланду бутылку сычуаньского соуса в качестве подарка. Главным условием было, чтобы соус ни в коем случае не достался Джерри, отцу Морти, которого Рик откровенно презирает на протяжении всего сериала. 2 октября в Twitter компании появилась запись о том, что 7 октября в США на короткое время соус вновь станет доступен для посетителей.
7 октября на один день сычуаньский соус появился в некоторых ресторанах сети. Тем не менее, всем фанатам «Рика и Морти» его не хватило. У некоторых заведений сети даже собирались пикеты, и их сотрудникам приходилось вызывать полицию. Некоторые люди стали перепродавать пакетики сычуаньского соуса. Например, 23-летняя Рейчел Мэри выложила фотографию пачки в сообщество PIN NATION на Facebook, где общаются фанаты «Рика и Морти», и в обмен на соус смогла получить автомобиль.
Вскоре компания объявила, что соус вернётся в меню зимой на более длительный срок.